# Ingoesjetisch
Het Ingoesjetisch of Ingoesjisch (гІалгІай мотт, ghalghaj mott) is een Noordoost-Kaukasische taal, die wordt gesproken door de Ingoesjen.

## Verspreiding en verwantschap
Het Ingoesjetisch is een ambtstaal van de Russische deelrepubliek Ingoesjetië. Daarnaast zijn er ook Ingoesjetische gemeenschappen in Tsjetsjenië en andere delen van Rusland. De taal heeft ruim 500,000 sprekers in Rusland. Binnen de Nach-Dagestaanse taalfamilie is het Ingoesjetisch verwant aan het Tsjetsjeens. De beide talen zijn tot op zekere hoogte wederzijds verstaanbaar.

## Spraakkunst
Het Ingoesjetisch is een ergatieve taal. Er zijn acht naamvallen en zes naamwoordklassen. Het werkwoord wordt vervoegd naar tijd, aspect, wijs, getal en klasse, maar er is geen persoon.

## Klankleer
|             |             | labiaal | alveolaar | alveolaar | post- alveolaar | palataal | velaar | velaar | uvulaar | epiglottaal | glottaal |
| centr.      | lat.        | labiaal | pal.      | —         | post- alveolaar | palataal |        |        | uvulaar | epiglottaal | glottaal |
| ----------- | ----------- | ------- | --------- | --------- | --------------- | -------- | ------ | ------ | ------- | ----------- | -------- |
| nasaal      | nasaal      | m       | n         |           |                 |          |        |        |         |             |          |
| plosief     | steml.      | p       | t         |           |                 |          | kʲ     | k      | q       | ʡ           | ʔ        |
| plosief     | stemh.      | b       | d         |           |                 |          | ɡʲ     | ɡ      |         |             |          |
| plosief     | ejectief    | pʼ      | tʼ        |           |                 |          | kʲʼ    | kʼ     | qʼ      |             |          |
| affricaat   | steml.      |         | t͡s        |           | t͡ʃ              |          |        |        |         |             |          |
| affricaat   | ejectief    |         | t͡sʼ       |           | t͡ʃʼ             |          |        |        |         |             |          |
| fricatief   | steml.      | f       | s         |           | ʃ               |          |        | χ      | χ       | ʜ           | h        |
| fricatief   | stemh.      | v ~ w   | z         |           | ʒ               |          |        |        | ʁ       |             |          |
| approximant | approximant | v ~ w   |           | l         |                 | j        |        |        |         |             |          |
| vibrant     | steml.      |         | r̥         |           |                 |          |        |        |         |             |          |
| vibrant     | stemh.      |         | r         |           |                 |          |        |        |         |             |          |

|          | voor | centraal | achter |
| -------- | ---- | -------- | ------ |
| gesloten | i    |          | u      |
| midden   | e    | ə        | o      |
| open     | æ    |          | ɑː ~ ɑ |

## Schrift
Sinds 1938 wordt het Ingoesjetisch geschreven in het Cyrillisch, ter vervanging van het Latijnse alfabet dat sinds 1924 in gebruik was. Daarvoor werd het Arabische schrift gebruikt.
| А а   | Аь аь | Б б   | В в   | Г г   | ГӀ гӀ | Д д   | Е е   |
| Ё ё   | Ж ж   | З з   | И и   | Й й   | К к   | Кх кх | Къ къ |
| КӀ кӀ | Л л   | М м   | Н н   | О о   | П п   | ПӀ пӀ | Р р   |
| С с   | Т т   | ТӀ тӀ | У у   | Ф ф   | Х х   | Хь хь | ХӀ хӀ |
| Ц ц   | ЦӀ цӀ | Ч ч   | ЧӀ чӀ | Ш ш   | Щ щ   | Ъ ъ   | Ы ы   |
| Ь ь   | Э э   | Ю ю   | Я я   | Яь яь | Ӏ     |       |       |

| A a   | B b   | V v   | G g   | D d   | Je je | E e   | Ž ž   |
| Z z   | I i   | J j   | K k   | L l   | M m   | N n   | Ꞑ ꞑ   |
| O o   | P p   | R r   | S s   | T t   | U u   | F f   | X x   |
| C c   | Č č   | Š š   | Ju ju | Ja ja | H h   | Gh gh | Kh kh |
| Ph ph | Th th | Ch ch | Čh čh | Q q   | Qh qh | Ꜧ ꜧ   | Ä ä   |
| Ö ö   | Ü ü   |       |       |       |       |       |       |

1. ↑  Stan Verschuuren. Nationalisme in Europa en de Sovjetunie: Emancipatie of onderdrukking in een nieuw gewaad. Van Gennep, 1991. / p. 120
2. ↑  Amigoe. 1995-03-06
3. ↑  Russische volkstelling 2021 per regio. Federale Staatsdienst voor de Statistiek (Rusland). Geraadpleegd op 1 september 2022.